# Чжан Ле
Чжан Ле (кит. трад. 張烈, упр. 张烈, пиньинь Zhāng Liè; род. 25 мая 1982, Шэньян) — китайский футболист, вратарь национальной сборной Китая.

## Карьера

### Клубная карьера
Чжан Ле начал профессиональную карьеру в 2000 году в клубе «Шэньян Хайши», который выступал в Лиге Цзя-А. В дебютном сезоне выходил на поле лишь однажды, однако уже в следующем сезоне стал основным голкипером команды и отыграл в 17 матчах. Затем последовал спад — за два последующих сезона Чжан выходил на поле лишь в четырёх матчах. В 2004 года под руководством нового главного тренера Чжан Гуанина в Суперлиге вернулся в основу и сыграл в 22 играх. После в целом неудачного сезона команда из Шэньяна решила пригласить нового главного тренера, которым стал Мартин Купман. В сезоне 2005 года новый тренер привел в команду Го Чуньцяня и Ван Люэ, а Чжан стал только третьим вратарем. В сезоне 2006 года в команду пришёл ещё один голкипер, Сун Чжэньюй, а конкуренция за место в основе вновь возросла. Чжан пытался убедить Мартина Купмана в своих возможностях, однако он вышел на поле лишь в двух играх, а Сун стал основным вратарем. Большую часть чемпионата игрок был вторым номером «Шэньяна».
В 2007 году Чжан Ле было разрешено покинуть команду, однако он достаточно долго искал новый клуб, подумывая даже о завершении карьеры. В итоге некоторое время он проработал тренером вратарей в команде «Ляонин Гуанъюань». После года, проведенного на тренерской работе, Чжан вновь получил возможность выступать в профессиональном спорте, на этот раз в клубе третьего дивизиона «Шэньян Дунцзинь». Команда удачно выступила, стала чемпионом второй лиги и вышла в первый дивизион. В следующем сезоне Чжан помог команде закрепиться в новой лиге, более того, после серии удачных матчей она финишировала третьей, лишь немного уступив второму месту. Игра голкипера не осталась незамеченной, и в 2011 году Чжан получил приглашение от команды Суперлиги «Гуйчжоу Жэньхэ». Клуб хотел оставить игрока, даже предложил подписать расширенный контракт на 2 млн юаней, но Чжан отказался. Тогда клуб отказался отпускать его, и дело было направлено на слушания в Китайскую футбольную ассоциацию. Она вынесла решение о возможности перехода в новую команду.

### Международная карьера
Перед началом сезона 2004 года Чжан Ле в период выступления за «Шэньян Хайши» вызывался на сборы национальной команды, провел несколько тренировок под руководством Ари Хана. Однако игрок не оправдал надежды тренера и вплоть до 2011 года больше не вызывался. В этот период Чжан перешёл «Гуйчжоу Жэньхэ» и сразу же стал основным голкипером команды. Не замедлил последовать и вызов в национальную сборную. После шести лет перерыва Гао Хунбо вызвал игрока на товарищеский матч против сборной КНДР, который проходил 8 июня 2011 года и завершился победой китайской сборной со счётом 2-0..

## Достижения

### Клубные
«Шэньян Дунцзинь»
- Чемпион второй лиги Китая : 2008

 «Гуйчжоу Жэньхэ»
- Суперкубок Китайской футбольной ассоциации: 2014